# أوسكار روخاس (لاعب كرة قدم مكسيكي)
أوسكار روخاس أدريان كاستيلون (بالإسبانية: Óscar Adrián Rojas)‏ (مواليد 2 أغسطس 1981 في مكسيكو) لاعب كرة قدم مكسيكي دولي يجيد اللعب في خط الوسط . يلعب حاليا لصالح نادي أمريكا المكسيكي منذ 2004 .

## وصلات خارجية
- أوسكار روخاس على موقع الاتحاد الدولي (مؤرشف)  (الإنجليزية)
- أوسكار روخاس على موقع قاعدة بيانات كرة القدم.إي يو (الإنجليزية)
- أوسكار روخاس على موقع ناشيونال فوتبول تيمز (الإنجليزية)
- أوسكار روخاس على موقع Soccerway.com (الإنجليزية)
- أوسكار روخاس على موقع AS.com (الإسبانية)